# Chilocarpus decipiens
Chilocarpus decipiens är en oleanderväxtart som beskrevs av Joseph Dalton Hooker. Chilocarpus decipiens ingår i släktet Chilocarpus och familjen oleanderväxter. Inga underarter finns listade i Catalogue of Life.